# جوسی مانگا

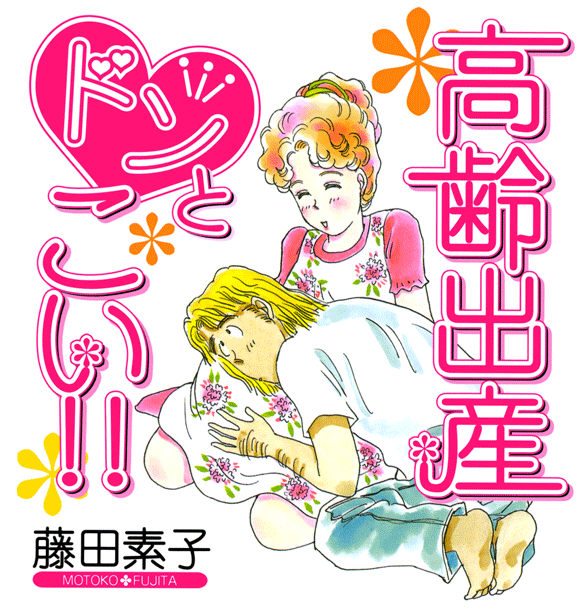
جوسِی مانگا

جوسِی مانگا یا به‌طور مختصر جُسِه (به ژاپنی: 女性漫画) (به معنی کامیک برای خانم‌ها) به سبکی از مانگا و انیمه گفته می‌شود که مخاطب آن خانم‌های بین سنین ۱۸ تا ۳۰ سال را در بر می‌گیرد. داستان‌های جوسی مانگا اغلب دارای خصوصیات بالغانه، داستانی پیچیده و زمینه و تمایلات بیشتری بر روی محتوا و مسائل جنسی به نسبت سبک دیگر این خانواده یعنی شوجو مانگا دارد. معادل این سبک برای مخاطبان مذکر با عنوان سینن، به معنی مرد جوان می‌باشد. داستان‌هایی در مورد زندگی روزمره، زندگی کارمندی، ازدواج، خیانت، بچه‌داری، مسائل خانوادگی و البته رومانتیک واقع‌گرایانه در این سبک از محبوبیت بیشتری برخوردار هستند. این بخش برای مخاطبان بالغ در نظر گرفته شده است و سبک و لحن آن با شوجو مانگا که دختران جوان را هدف گرفته متفاوت است. مثال‌هایی برای مجموعه‌های جوسی مانگا عبارتند از آماتسوکی، اوساگی دراپ، لاولس، میچیکو و هاچین و نانا.